# Garnizon Warszawa

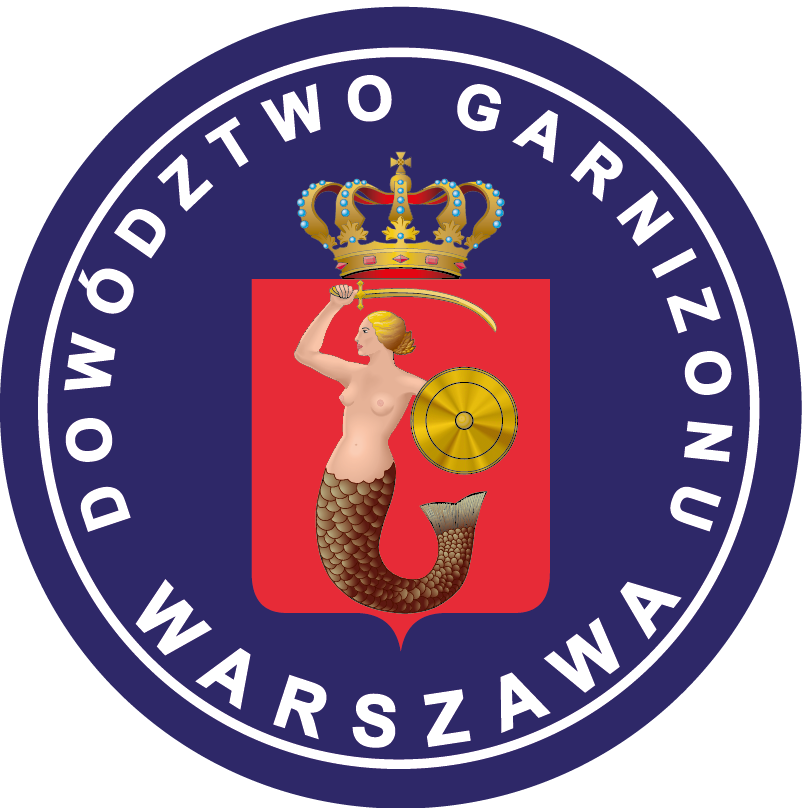
Dowództwo Garnizonu Warszawa

Garnizon Warszawa – garnizon Sił Zbrojnych Rzeczypospolitej Polskiej obejmujący obszar m.st. Warszawy (z wyłączeniem dzielnicy Wesoła) oraz powiatów: otwockiego, piaseczyńskiego, pruszkowskiego i warszawskiego zachodniego, w przeszłości zajmowany kolejno przez instytucje i jednostki wojskowe:
- Wojska I Rzeczypospolitej (do 1795),
- Armii Królestwa Prus (1795–1806),
- Wielkiej Armii I Cesarstwa Francuskiego (1806–1807),
- Armii Księstwa Warszawskiego (1807–1815),
- Wojska Polskiego Królestwa Kongresowego (1815–1830),
- Armii Imperium Rosyjskiego (1831–1915),
- Armii Cesarstwa Niemieckiego (1915–1918),
- Polskiej Siły Zbrojnej (1917–1918),
- Wojska Polskiego II RP (1918–1939),
- Wehrmachtu, Waffen-SS, Armii Krajowej – SZP – ZWZ (1939–1944),
- Sił Zbrojnych PRL (1944–1989) oraz PGW Armii Radzieckiej (1944–17.09.1993)

## Garnizon wojsk I Rzeczypospolitej

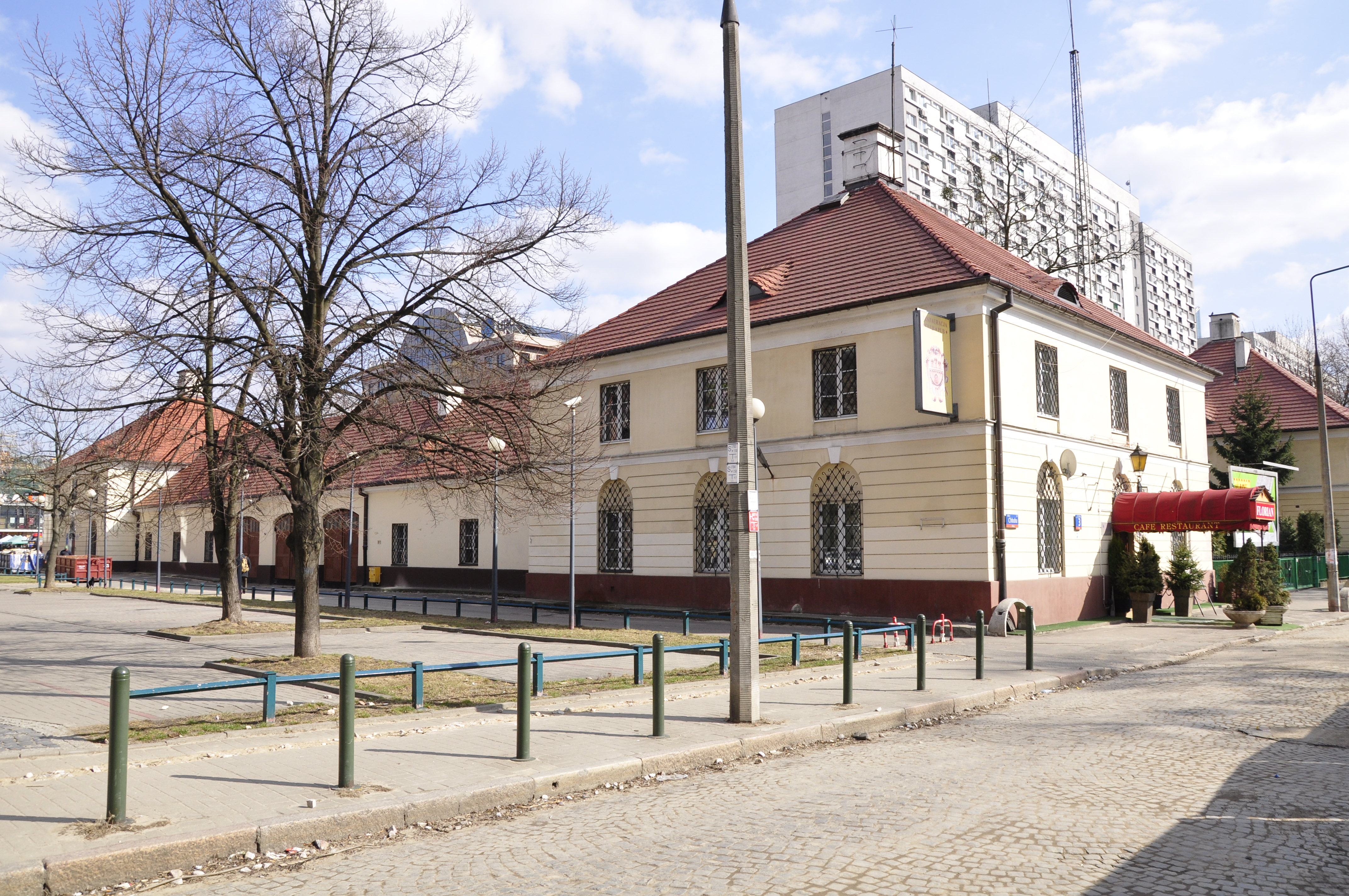
Relikty Koszar Gwardii Konnej Koronnej (tzw. Koszar Mirowskich) przy ul. Chłodnej 3

- 15 Regiment Pieszy Koronny
- 16 Regiment Pieszy Były Skarbowy
- 17 Regiment Pieszy Koronny
- 18 Regiment Pieszy Koronny
- 20 Regiment Pieszy Koronny
- 21 Regiment Pieszy Koronny
- Regiment Gwardii Konnej Koronnej
- Regiment Gwardii Pieszej Koronnej

## Garnizon wojsk Księstwa Warszawskiego
- 1 Pułk Piechoty (Księstwo Warszawskie) (potem również Kalisz i Częstochowa)

## Garnizon Wojska Polskiego Królestwa Kongresowego
- 4 Pułk Piechoty Liniowej (Królestwo Kongresowe)
- 5 Pułk Strzelców Pieszych Dzieci Warszawskich
- 6 Pułk Ułanów Dzieci Warszawskich

## Garnizon wojsk Imperium Rosyjskiego
Jednostki XV Korpusu Armijnego:
- 8 Dywizja Piechoty
  - 1 Brygada Piechoty
    - 29 Czernichowski Pułk Piechoty
    - 30 Połtawski Pułk Piechoty

  - 2 Brygada Piechoty
    - 32 Kremenczucki Pułk Piechoty

  - 8 Brygada Artylerii

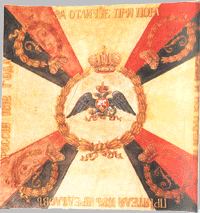
Sztandar 29 Czernichowskiego Pułku Piechoty

- 6 Dywizja Kawalerii – Ciechanów, czasowo Warszawa
- 15 Dywizjon Haubic
- 15 Batalion Saperów
- 3 Kompania Telegraficzna

Jednostki XXIII Korpusu Armijnego:
- 3 Dywizja Piechoty Gwardii
  - 1 Brygada Piechoty Gwardii
    - dwa pułki piechoty Gwardii

  - 2 Brygada Piechoty Gwardii
    - dwa pułki piechoty Gwardii

  - 3 Brygada Artylerii Gwardii

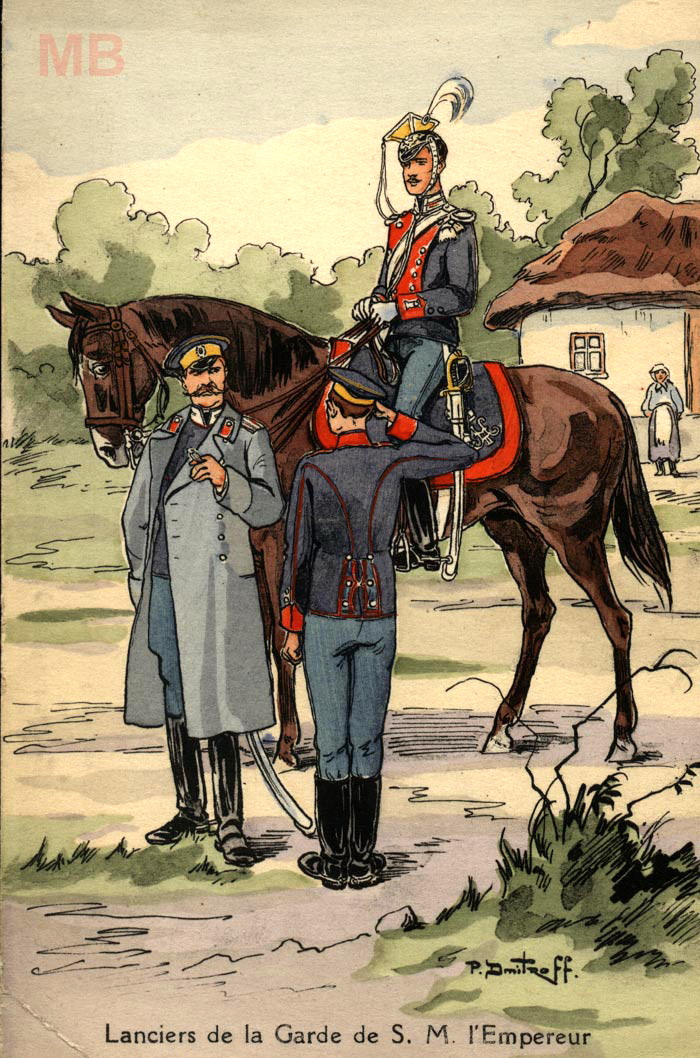
Żołnierz Gwardyjskiego Pułku Ułanów Jego Wysokości

- Samodzielna Brygada Kawalerii Gwardii
  - Gwardyjski Pułk Ułanów Jego Wysokości
  - Gwardyjski Grodzieński Pułk Huzarów
  - 3 gwardyjska bateria artylerii konnej
- 9 Batalion Saperów

Inne jednostki i instytucje:
- Audytoriat Polowy Wojsk w Królestwie Polskim
- Stała Komisja Wojenno-Śledcza
- Tymczasowa Komisja Wojenno-Śledcza

## Garnizon Wojska Polskiego II RP

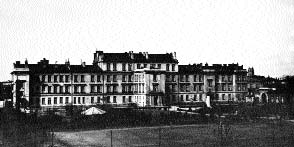
Budynek Wyższej Szkoły Wojennej, Warszawa

- Gabinet Wojskowy Prezydenta Rzeczypospolitej
  - Oddział Zamkowy
- Ministerstwo Spraw Wojskowych
- Generalny Inspektorat Sił Zbrojnych
- Sztab Generalny WP (od 1928 r. – Sztab Główny WP)
- Wyższa Szkoła Wojenna
- Dowództwo Okręgu Korpusu Nr I (w latach 1918–1921 – Dowództwo Okręgu Generalnego „Warszawa”)
- Dowództwo 28 Dywizji Piechoty
- 21 Warszawski Pułk Piechoty „Dzieci Warszawy”
- 30 Pułk Strzelców Kaniowskich
- 36 Pułk Piechoty Legii Akademickiej
- 1 Pułk Szwoleżerów Józefa Piłsudskiego
- 1 Grupa Artylerii
- 1 Pułk Artylerii Najcięższej (1923-1928 → Góra Kalwaria)
- 1 Dywizjon Artylerii Konnej im. gen. Józefa Bema
- Dowództwo 11 Grupy Artylerii (1929-1938)
- Grupa Artylerii Przeciwlotniczej (1938-1939)
- 1 Grupa Artylerii Przeciwlotniczej (1939)
- 1 Pułk Artylerii Przeciwlotniczej im. Marszałka Edwarda Rydza-Śmigłego
- 1 Pułk Lotniczy
- 3 Batalion Pancerny
- Szkoła Podchorążych Piechoty (do 1926 → Komorowo k. Ostrowi Mazowieckiej)
- Dowództwo 1 Grupy Łączności (1929-1934 i 1939)
- Dowództwo 2 Grupy Łączności (1939)
- Pułk Radiotelegraficzny (1926-1939)
- Stacja Radiotelegraficzna M.S.Wojsk. w Warszawie → 1 pluton radiotelegraficzny → Stacja Radiotelegraficzna Nr 1
- Centrum Wyszkolenia Sanitarnego
  - Szkoła Podchorążych Sanitarnych
  - Szpital Szkolny CWSan.
- 1 Szpital Okręgowy im. Marszałka Józefa Piłsudskiego
- Szkoła Podchorążych Saperów (1936-1939)
- Wojskowa Główna Szkoła Inżynierii (1939)
- Oficerska Szkoła Inżynierii (1923-1928)
- Szkoła Podchorążych Inżynierii (1928-1935)
- Szkoła Podchorążych Saperów (1935-1939)

## Garnizon wojsk niemieckich
- Dywizja Forteczna Warszawa
  - 8 Pułk Piechoty Fortecznej
  - 88 Pułk Piechoty Fortecznej
  - 183 Pułk Piechoty Fortecznej
  - 1320 Pułk Artylerii
  - 67 Batalion Pionierów
  - 669 Zmotoryzowana Kompania Łączności

## Garnizon Wojska Polskiego po 1945

### Instytucje Centralne Ministerstwa Obrony Narodowej
- Naczelne Dowództwo Wojska Polskiego (1944-1947)
- Ministerstwo Obrony Narodowej
  - Centralny Ośrodek Naukowej Informacji Wojskowej
- Sztab Generalny WP
  - Biblioteka Naukowa Sztabu Generalnego Wojska Polskiego
- Akademia Sztabu Generalnego (1947-1990)
- Akademia Obrony Narodowej (od 1990)
- Wojskowa Akademia Techniczna
- Samodzielny Oddział Fotogrametryczny (1951-1988)
- Oddziału Zabezpieczenia Topograficznego (1974-2004)
- Wojskowy Ośrodek Geodezji i Teledetekcji (1988-2004)
- Wojskowe Centrum Geograficzne (od 2004)
- Wojskowy Dozór Techniczny
- Delegatura Wojskowego Dozoru Technicznego
- Centralna Biblioteka Wojskowa z Ośrodkiem Informacji Naukowej
- Centralny Węzeł Łączności Ministerstwa Obrony Narodowej
- Wojskowy Instytut Higieny i Epidemiologii
- Wojskowy Instytut Medyczny
  - Centralny Szpital Kliniczny Ministerstwa Obrony Narodowej
- Ośrodek Naukowej Informacji Wojskowej Instytutu Chemii i Radiometrii
- Ośrodek Naukowej Informacji Wojskowej Instytutu Higieny i Epidemiologii

### Jednostki Wojsk Lądowych
- Dowództwo Wojsk Lądowych
  - Ośrodek Informacji Naukowej i Bibliograficznej Dowództwa Wojsk Lądowych
- Dowództwo Warszawskiego Okręgu Wojskowego (rozformowane)
- 3 Batalion Zabezpieczenia Dowództwa Wojsk Lądowych

### Jednostki Sił Powietrznych (Wojsk Lotniczych, Wojsk Obrony Powietrznej Kraju)
- Dowództwo Sił Powietrznych
- Centrum Operacji Powietrznych
- Centralne Stanowisko Dowodzenia Dowódcy Wojsk Lotniczych i Obrony Powietrznej
- 1 Korpus Obrony Powietrznej
- 6 samodzielna eskadra transportowa
- Centrum Meteorologii Wojsk Lotniczych i Obrony Powietrznej
- Dowództwo Wojsk Lotniczych i Obrony Powietrznej
- Rządowa Eskadra Transportowa
- 36 Specjalny Pułk Lotnictwa Transportowego (rozformowany)
- Wydział Informacji Naukowej Sztabu Wojsk Lotniczych i Obrony Powietrznej
- 1 Baza Lotnicza
- 3 Warszawska Brygada Rakietowa Obrony Powietrznej
- 21 Ośrodek Dowodzenia i Naprowadzania
- Biblioteka Naukowa Wojskowego Instytutu Medycyny Lotniczej
- Centrum Meteorologii Sił Powietrznych
- Ośrodek Naukowej Informacji Wojskowej Instytutu Technicznego Wojsk Lotniczych
- Wojskowy Instytut Medycyny Lotniczej
- Wydział Informacji Naukowej Sztabu Sił Powietrznych

### Jednostki Dowództwa Garnizonu Warszawa (Zgrupowania Jednostek Zabezpieczenia MON)
- Dowództwo Zgrupowania Jednostek Zabezpieczenia MON
- Dowództwo Garnizonu Warszawa
- Pułk Ochrony i Regulacji Ruchu WSW im. płk Jana Strzeszewskiego
- Pułk Ochrony im. gen. dyw. Bolesława Wieniawy-Długoszowskiego
- 10 Warszawski Pułk Samochodowy im. mjr. Stefana Starzyńskiego
- Batalion Reprezentacyjny Wojska Polskiego
- Orkiestra Reprezentacyjna Wojska Polskiego im.Józefa Wybickiego

### Jednostki wojskowe Ministerstwa Spraw Wewnętrznych i (KBW)
- Dowództwo Korpusu Bezpieczeństwa Wewnętrznego ( do 1965)[7]
  - Nadwiślańska Brygada Ochrony Rządu ( do 1965 )[8]
- Dowództwo Nadwiślańskich Jednostek Wojskowych MSW
- Nadwiślańska Brygada MSW im. Czwartaków AL
  - 1 Warszawska Brygada Zmotoryzowana NJW MSW im. Czwartaków Armii Ludowej
  - 3 Pułk Inżynieryjno-Budowlany NJW MSW
  - 7 Samodzielny Batalion Inżynieryjny NJW MSW
  - 8 Oddział Zabezpieczenia Obiektów Specjalnych NJW MSW
  - 9 Samodzielny Batalion Zaopatrywania i Obsługi Dowództwa NJW MSW
  - 103 Pułk Lotnictwa NJW MSW
  - Samodzielny Oddział Żandarmerii Wojskowej NJW MSW